# Joseph Forney Johnston
Joseph Forney Johnston, ameriški politik, * 23. marec 1843, † 8. avgust 1913.
Johnston je bil guverner Alabame (1874-1878) in senator ZDA iz Alabame (1879).